# Хассанзаде, Масуд
Масуд Хассанзаде (перс. بهادر عبدی‎, 12 апреля 1991, Тегеран) — иранский футболист, нападающий, выступающий за иранский клуб «Сепахан» из Исфахана.

## Клубная карьера
Занимаясь футболом в тегеранских клубах «Эстегляль», «Дамаш Тегеран» и «Нафт Тегеран» свою карьеру футболиста Масуд Хассанзаде начинал в команде «Мес» из Рефсенджана в 2012 году. За неё он провёл полгода, играя в Азадеган-лиге. Летом того же года Хассанзаде перебрался в «Дамаш Гилян», в то время выступавший в Про-лиге. 3 февраля 2013 года он дебютировал в главной лиге Ирана, выйдя на замену в гостевом поединке против «Пайкана». 10 августа того же года Хассанзаде забил свой первый гол в Про-лиге, сократив отставание в счёте в гостевой игре с «Фуладом».
Летом 2014 года Хассанзаде подписал контракт с клубом «Зоб Ахан» из Исфахана, вместе с которым он дважды подряд выигрывал Кубок Ирана. Летом 2016 года он перешёл в команду «Сайпа», а спустя полгода — в исфаханский «Сепахан». 5 марта 2017 года Хассанзаде в дерби с «Зоб Аханом» забил своей бывшей команде гол с пенальти, ставший в итоге победным.

## Достижения
«Зоб Ахан»
- Обладатель Кубка Ирана (2): 2014/15, 2015/16